# کلیسای بنیادگرای عیسی مسیح مقدسین آخرین زمان
کلیسای بنیادگرای عیسی مسیح مقدسین آخرین‌زمان (به انگلیسی: Fundamentalist Church of Jesus Christ of Latter Day Saints) یکی از بزرگ‌ترین فرقه‌های مسیحیان مورمون در آمریکاست.

## انشعاب از کلیسای مورمون
در سال ۱۸۹۰ میلادی و پس از آن که قوانین ایالات متحده آمریکا برای چندهمسرگزینی سختگیرانه‌تر شد، برسر اختلاف بر لزوم چندهمسری از کلیسای جامع مورمون‌ها منشعب شد.